# Čin Džjušao
Čin Džjušao (kitajsko 秦九韶, pinjin Qín Jiǔsháo; Wade-Giles: Ch'in Chiu-shao)), kitajski matematik, * 1202, Dzijang, provinca Sečuan, Kitajska † 1261, Meidžou, provinca Guangdong.

## Življenje in delo
Poleg Li Jeja (pinjin: Li Zhi) (1192-1279), Jang Huija (pinjin: Yang Hui) (1238-1298) in Džu Šidžija (pinjin: Zhu Shijie) (1270-1330) je bil eden od najvidnejših kitajskih matematikov iz obdobja Dinastije Song, ki je v zgodovini kitajske matematike najpomembnejše. 
V mladosti je študiral astronomijo in tedaj se je podrobneje seznanil z matematiko. Kot mladenič je bil tudi v vojski, kjer se je zelo izkazal in dosegel višje čine. Za nagrado je postal guverner pokrajine Lu v provinci Šandong. Sicer pa je bilo njegovo življenje zelo burno. Poleg matematike se je ukvarjal tudi s politiko. 
Njegovo najpomembnejše matematično delo je Matematični učbenik v devetih poglavjih, (1247, 1842). Zgledoval se je po znamenitem kitajskem matematičnem zborniku Aritmetika v devetih knjigah. V njem je zbral devetkrat po devet problemov iz vsakdanjega življenja, povezanih z matematiko. Dodal jim je tudi rešitve, v katerih je praviloma do podrobnosti opisal svoj način reševanja. Med njimi najdemo veliko novih in povsem izvirnih. Približno tretjina problemov obravnava tiste, ki zahtevajo reševanje enačbe višje stopnje. V knjigi je opisal metodo za deljenje polinomov. Ta algoritem za reševanje polinomov 4. stopnje, ki je bil podoben današnjemu Ruffini-Hornerjevemu algoritmu (1819) je poznal pred njim že Džia Šjan (pinjin: Jia Xian) v 11. stoletju. V matematični literaturi pa je sicer najbolj znana njegova metoda za reševanje sistema kongruenčnih enačb. Znana je naloga iz 5. poglavja, o merjenju obsega okroglega mestnega obzidja: »Okroglo mestno obzidje ima četvero vrat. Zunaj mesta, 3 milje daleč, raste visoko drevo. Če zapustimo mesto pri južnih vratih in se odpravimo naravnost proti vzhodu, moramo 9 milj daleč, da izza obzidja zagledamo to drevo. Kolik je obseg in premer trdnjave?« Čin je z x2 označil iskano neznanko in jo poiskal z rešitvijo enačbe 10. stopnje:
{\displaystyle x^{10}+15x^{8}+72x^{6}-864x^{4}-11664x^{2}-34992=0\!\,.}
Dobil je rešitev x = 3. Premer obzidja meri 9 milj. Reševanje enačb tako visokih stopenj je še danes brez računalnika v splošnem precej zahtevna naloga, tako da je njegova spretnost pri tem lep dosežek. V resnici pa ta problem ne zahteva več kakor rešitve enačbe 3. stopnje in ni zadovoljivo jasno kakšen je bil Činov postopek. Podobno danes imenujemo Činovo metodo za reševanje sistemov linearnih enačb po Gabrielu Cramerju.
Čin je leta 1247 prvi zapisal različico izreka o ostankih.